# José María Medina (piłkarz)
José María Medina – piłkarz urugwajski, napastnik.
Jako piłkarz klubu Montevideo Wanderers wziął udział w turnieju Copa América 1941, gdzie Urugwaj został wicemistrzem Ameryki Południowej. Medina zagrał tylko w meczu z Argentyną, gdzie w 73 minucie zmienił go Oscar Chirimini.
Z powodu kłopotów finansowych klub Wanderers musiał sprzedać w 1943 roku swoich najlepszych piłkarzy. Medina przeniósł się do drużyny Club Nacional de Football, a jego klubowy kolega Obdulio Varela - do klubu CA Peñarol. Dla klubu Wanderers zdobył łącznie 92 bramki i plasuje się obecnie na drugim miejscu strzeleckiej tabeli wszech czasów klubu.
Razem z Nacionalem Medina w roku 1943 i 1946 zdobył mistrzostwo Urugwaju, a w 1944 i 1945 wicemistrzostwo Urugwaju.
Będąc graczem klubu Nacional wziął udział w turnieju Copa América 1946, gdzie Urugwaj zajął czwarte miejsce. Medina zagrał we wszystkich pięciu meczach - z Chile (zdobył bramkę), Brazylią (zdobył 2 bramki), Boliwią (zdobył 4 bramki), Argentyną (w 73 minucie wszedł za niego Walter Gómez) i Paragwajem (zagrał tylko w drugiej połowie, zmieniając Ramóna Castro). Jako zdobywca 7 bramek Medina został królem strzelców turnieju.
Medina od 23 lutego 1941 roku do 1 kwietnia 1947 roku rozegrał w reprezentacji Urugwaju 15 meczów i zdobył 11 bramek.